# Petar Zrinski

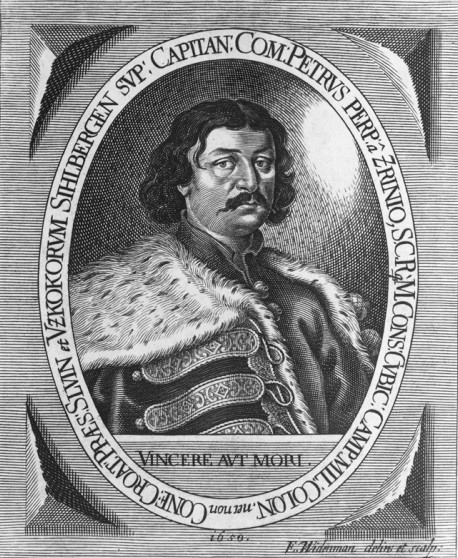

Petar Zrinski (ur. 6 czerwca 1621, zm. 30 kwietnia 1671) – chorwacki arystokrata i działacz narodowy.

## Życiorys
Syn bana Chorwacji Juraja V Zrinskiego. Ban Chorwacji w latach 1665–1670.  Wraz ze swoim bratem Nikolą i Franem Krsto Frankopanem stanął na czele rebelii przeciw warunkom pokoju po wojnie austriacko-tureckiej, gdzie Turcja zatrzymała wszystkie swoje zdobycze wojenne na Węgrzech. Po szybkim upadku powstania Zrinski i Frankopan udali się do Wiednia prosić o łaskę cesarza Leopolda I, lecz zostali aresztowani i wspólnie straceni poprzez ścięcie 30 kwietnia 1671 w Wiener Neustadt.